# Amblyceps foratum
Amblyceps foratum es una especie de pez de la familia Amblycipitidae en el orden de los Siluriformes.

## Morfología
• Los machos pueden llegar alcanzar los 8,5 cm de longitud total.
- Número de  vértebras: 38-41.[2]

## Hábitat
Es un pez de agua dulce y de clima tropical.

## Distribución geográfica
Se encuentran en Asia: norte de  Malasia peninsular Tailandia y Camboya.

## Observaciones
Es capaz de infligir una picadura dolorosa, y con mucha hinchazón, con sus espinas dorsales y pectorales.